# Seon
Seon is een gemeente en plaats in het Zwitserse kanton Aargau en maakt deel uit van het district Lenzburg.
Seon telt 4.810 inwoners.

## Geboren
- Johann Dössekel (1789-1853), jurist en politicus

## Overleden
- Johann Dössekel (1789-1853), jurist en politicus